# 文选清吏司
文选清吏司，明清吏部官署名称，简称文选司。
明朝洪武二十九年（1396年）设立文选清吏司。管理官吏班秩迁升改调。设郎中，员外郎，主事。洪熙元年（1425年）南京吏部也设郎中，员外郎，主事。清朝顺治元年（1644年），沿置文选清吏司，设汉族郎中一人，员外郎一人；满洲、蒙古不分曹，后来改为郎中七人，员外郎六人。以及笔帖式、经承若干人。所属有本房、印房、都吏科、求贤科、缺科、凭科。宣统三年（1911年），改组内阁，裁撤文选司。